# سیارک ۲۴۲۰

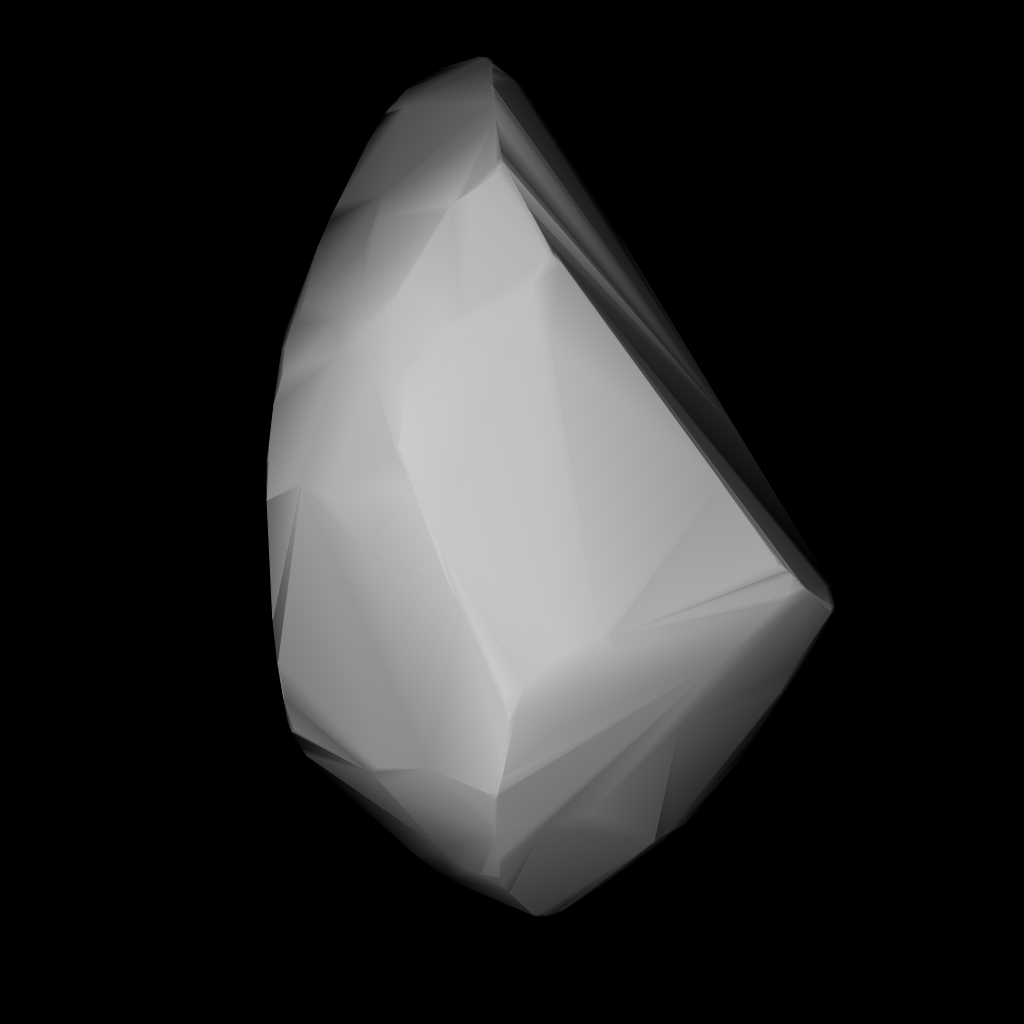
مدل سه‌بُعدی سیارک ۲۴۲۰ بر اساس منحنی نور آن

سیارک ۲۴۲۰ (به انگلیسی: 2420 Ciurlionis، نامگذاری:1975TN) دو هزار و چهارصد و بیستمین سیارک کشف شده‌است که در ۳ اکتبر ۱۹۷۵ کشف شد.
قدر مطلق سیارک برابر ۱۲٫۲۰ است.